# Lucas Langarita
Lucas Langarita Hernández (Zaragoza; 4 de enero de 2005) es un jugador de baloncesto español que pertenece a la plantilla del Alimerka Oviedo Baloncesto de la LEB Oro, cedido por el Casademont Zaragoza de la Liga ACB. Mide 1,97 metros y juega de escolta.

## Carrera deportiva
Se formó en las categorías inferiores del Casademont Zaragoza. En la temporada 2020-2021, es asignado al Club Baloncesto El Olivar, filial del Casademont Zaragoza en Liga EBA, donde permanecería durante dos temporadas.
El 28 de octubre de 2022, se convierte en jugador de la primera plantilla del Casademont Zaragoza de la Liga ACB de España.
El 6 de noviembre de 2022, hace su debut con Casademont Zaragoza en Liga Endesa, donde el escolta disputó 4,56 minutos, en una victoria frente al Real Madrid por 94 a 89 en la jornada 7 de liga de la temporada 2022-23. En esa temporada disputa 6 partidos anotando 1,5 puntos por encuentro. 
El 21 de julio de 2023 se anuncia su renovación con Casademont Zaragoza hasta 2027.
Al comienzo de su tercera temporada en Zaragoza, en noviembre de 2024, se marcha cedido al Alimerka Oviedo Baloncesto de la LEB Oro.

### Selección nacional
Debuta como internacional Sub-17 en el Mundial de 2022 disputado en Málaga, donde la Selección Española se alzó con la plata tras disputar la final contra Estados Unidos. Lucas finalizó el torneo con medias de 11,1 tantos, 2,4 capturas y 2,9 asistencias por partido en 26 minutos de juego y entró en el quinteto ideal del Campeonato sub-17.
El 2 de julio de 2023 ganó el oro en el Mundial Sub-19 celebrado en Debrecen (Hungría).
El 30 de julio de 2023 consiguió la plata en el Europeo Sub-18 celebrado en la ciudad de Niš (Serbia), perdiendo la final ante el equipo serbio.

## Vida personal
Su madre es Patricia Hernández Arencibia, que fue jugadora internacional y representó a España en los Juegos Olímpicos de Barcelona de 1992. Su tío es Berni Hernández, base canario que durante más de 10 años tuvo una sólida carrera en ACB en distintos equipos. Su hermana, Claudia Langarita es también baloncestista y fue medallista de bronce en el Europeo sub-16 de 2019.

## Estadísticas

### Liga ACB
Temporada regular
| Temporada | Equipo              | PJ | MPP  | %T2  | %3P  | %TL  | RPP | APP | ROB | TPP | PPP | VAL  |
| --------- | ------------------- | -- | ---- | ---- | ---- | ---- | --- | --- | --- | --- | --- | ---- |
| 2022-2023 | Casademont Zaragoza | 6  | 5.2  | 60.0 | 50.0 | -    | 0.7 | 0.5 | 0.0 | 0.0 | 1.5 | 1.5  |
| 2023-2024 | Casademont Zaragoza | 29 | 10.9 | 36.8 | 32.1 | 41.2 | 0.9 | 1.1 | 0.6 | 0.0 | 2.9 | 1.1  |
| 2024-2025 | Casademont Zaragoza | 2  | 7.0  | 50.0 | 33.3 | -    | 0.0 | 0.0 | 0.5 | 0.5 | 2.5 | -0.5 |